# Comuna Hrîțiivka, Sribne
Hrîțiivka (în ucraineană Гриціївка) este o comună în raionul Sribne, regiunea Cernihiv, Ucraina, formată din satele Halka, Hrîțiivka (reședința), Lozove și Pobociivka.

## Demografie
Componența lingvistică a comunei Hrîțiivka
     Ucraineană (98,22%)
     Rusă (1,23%)
     Alte limbi (0,55%)
Conform recensământului din 2001, majoritatea populației comunei Hrîțiivka era vorbitoare de ucraineană (98,22%), existând în minoritate și vorbitori de rusă (1,23%).